# Isopyrum hallii
Isopyrum hallii là một loài thực vật có hoa trong họ Mao lương. Loài này được A. Gray mô tả khoa học đầu tiên năm 1872.